# Miloslav Vojtíšek
Miloslav Vojtíšek, někdy publikující pod zkratkou S. d. Ch. nebo pseudonymem Sigismund de Chals (* 28. března 1970, Praha) je český spisovatel, publicista, dramatik, výtvarník, hudebník a loutkář. Za divadelní hry Zátiší ve Slovanu (2012) a Duchovní smrt v Benátkách (2013) získal cenu Alfréda Radoka. Za hru Strážce památníku aneb Zapomenutý jednorožec (2019) získal cenu Ferdinanda Vaňka, již vyhlašuje časopis Svět a divadlo. Časopis A2 jeho prozaickou knihu Studená vlna (2012) v roce 2020 zařadil do českého literárního kánonu po roce 1989, tedy do výběru nejdůležitějších českých knih v období třiceti let od sametové revoluce. Je autorem komiksu Varlén, za nějž v roce 2013 obdržel komiksovou cenu Muriel. Je lídrem folk-rockové hudební skupiny Ruce naší Dory. Působil též v kapele Periferie 42. Do časopisu A2 přispíval pravidelnými sloupky spojenými názvem Idiot dýchá, v roce 2019 vyšly pod stejným titulem i knižně. Přispíval též do časopisů Umělec, Nový Prostor a Svět a divadlo. Vyrůstal v Praze na Jižním Městě. Živil se jako hrobník a správce hřbitova, posléze jako správce fotbalového hřiště.